# Río Oria
El río Oria es un río del norte de la península ibérica que discurre por el País Vasco, España. Es el principal río de la provincia de Guipúzcoa, por longitud, cuenca y caudal.

## Curso

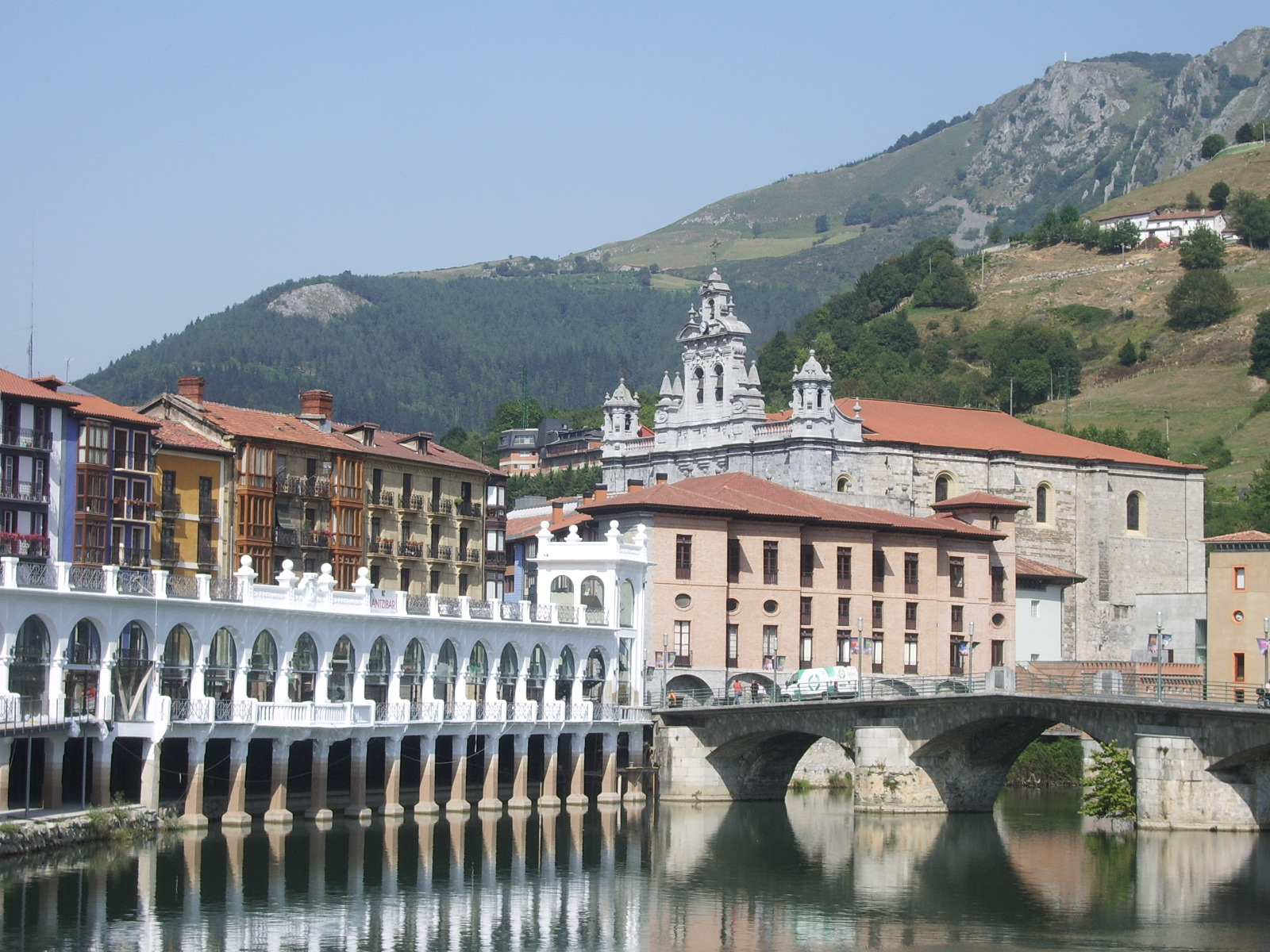
Vista de Tolosa y el río Oria, Guipúzcoa, País Vasco, España.

Nace en las faldas de la sierra de Aitzgorri y desemboca en el mar Cantábrico, junto a la localidad de Orio. Las localidades que atraviesa el río son Cegama, Segura, Idiazábal, Olaberría, Beasáin, Villafranca de Ordicia, Isasondo, Legorreta, Icazteguieta, Alegría de Oria, Tolosa, Anoeta, Irura, Villabona, Cizúrquil, Aduna, Andoáin, Lasarte-Oria, Usúrbil y Orio, localidad junto a la que desemboca.
Aparece descrito en el duodécimo volumen del Diccionario geográfico-estadístico-histórico de España y sus posesiones de Ultramar de Pascual Madoz con las siguientes palabras:

ORIA: r. de la prov. de Guipúzcoa, el mas caudaloso y de mas dilatado curso de esta prov., esceptuando el Deva. Nace en la famosa Peña Horadada, que comunmente se dice puerto de San Ádrian; baja de la sierra asi llamada por el sitio de Iturbeguieta, jurisd. de la v. de Cegama, como á una leg. al S., y la baña por O., despues de haber aumentado sus aguas con los arroyos que salen de la peña de Aizcorri ó Bermeja: corriendo desde aqui de N. á S., pasa por entre las v. de Segura, que deja á la der., Cerain y Mutiloa á la izq.; recibiendo un poco mas abajo el pequeño r. que tiene su origen en el monte del mismo nombre. Continúa por la banda der. de la v. de Idiazabal, donde se le incorpora el r. asi llamado, que atraviesa por el cuerpo de esta v.: sigue al barrio de Yarza, donde recoge por el O. el riach. que desciende del valle de Arería; y dejando la v. de Besain hácia la misma parte, fertiliza los amenos campos de Villafranca, que queda á la opuesta, recibiendo cerca de aqui el r. Agaunza, que nace en la célebre montaña de Aralar, y baja por la v. de Ataun y tierra de Lazcano. Continúa su curso el Oria por entre las v. de Aliaga, Zaldivia, Gainza, Arama, Isasondo, Legorreta, Icazteguieta y Alegría, que deja á la izq.; y á la der. las de Alzo, Orendain, Amezqueta, Abalcisqueta y Baliarrain. Antes de llegar á la v. de Tolosa se le junta el r. Arajes, y mas abajo el de Lezarain, que vienen de Navarra: dirigiéndose luego rectamente á Tolosa, la rodea por detrás de su igl. parr. de Santa Maria, pasando poco despues por el hermoso puente de 5 arcos, llamado de Arramete. Prosigue el r. dejando á la izq. el l. de Hernialde y villa de Anoeta, y á la dererecha el pueblo de Irura y v. de Amasa-Villabona, y mas adelante, al lado opuesto, las de Asteasu, Alquiza y Zizurguil, y l. de Larraul, Soravilla y Aduna. Pasa despues por Andoain, Lasarte, Zubieta y Aguinaga hasta Usurbil, situado á la der. desde aqui es ya navegable hasta la v. de Orio, que está en el mismo lado; por último, desemboca á corta distancia en el mar, dejando a 1/2 leg. á la izq. la v. y puerto Zarauz. Entre este r. y el de Urola, se hallan los montes de Cadavete, Mutiloa, Murruineindia, Aistondo y otros. El curso de este r. desde su origen hasta el puerto de Orio, es de 11 leg.: recorre las 3 primeras antes de llegar en Beasain á la carretera general, cuyo contacto ó inmediacion no abandona hasta Andoain en 6 leg., y aun desde alli sigue paralelo á la nueva carretera que se ha abierto para San Sebastian hasta pasado Lasarte, desde donde se desvia á la izq. para Orio. Atraviesa el camino de coches para Francia bajo 5 puentes, 4 de ellos entre Villafranca y Tolosa; el quinto á la salida de esta v., donde cruza otro en el camino que dirige á Pamplona. Hay otros 7 puentes laterales al mismo camino de coches, dos en Beasain, uno en Villafranca, uno para el molino de Arama, otro para la ferreria de Legorreta, otro en Anoeta, y el sétimo en Villabona. Antes de acercarse á la carretera general, atraviesa por otros tres, y finalmente, despues que la abandona pasa por el último en Lasarte; de manera que son 17 los puentes que hay sobre el r.: 5 de ellos en la carretera para Francia, uno en la que dirige á Pamplona, 7 laterales al camino de coches, 3 antes de acercarse á él, y el último en Lasarte. En las primeras 3 leg. de su curso es fácilmente vadeable, donde quiera que alguna presa para molino ó ferreria no detenga sus aguas; despues aumenta progresivamente su caudal, quedando sin embargo algunos puntos, por los cuales estando bajas las aguas puede vadearse hasta con carros para servicio de la agricultura. Los peces que en él se crian son truchas, anguilas y barbos; los de las dos primeras especies muy apreciados y de esquisito gusto; los barbos, aunque grandes, son espinosos: los salmones suben poro el r. hasta Andoain, particularmente en la temporada de desove. Sus aguas mueven en su curso 12 molinos harineros, 9 ferrerías, 1 martinete de cobre, 1 gran fábrica de paños, dos de papel continuo, 2 de hilados de algodon, 1 de fierro colado, y 1 de herramientas de carpintería y otros artículos de fierro, sin comprender en este número los molinos y ferrerías movidas por las regatas contribuyentes al Oria, antes de confundir con él sus aguas.
(Madoz, 1849, pp. 348-349)

## Ecología
Es un río que sufrió una gran contaminación debido a la fuerte industria asentada en sus orillas, especialmente industria papelera, entre los años 50 y 80 del siglo XX especialmente. A partir de los años 1990 un mayor interés por cuidar el medio ambiente hizo que las industrias dejaran de verter las aguas residuales directamente al río, construyendo depuradoras en distintos puntos de su cauce para este fin. Hoy en día es un río a cuyas aguas ha vuelto una gran parte de la vida piscícola, sobre todo de truchas.
En el año 2013 la cuenca baja fue incluida dentro de la red Natura 2000 tras la recuperación de los humedales desecados a comienzos del siglo XX para su uso agrícola.

## Afluentes principales
- Río Leizarán
- Río Asteasu
- Río Elduarain
- Río Araxes
- Río Amezqueta
- Río Zaldivia
- Río Agaunza
- Río Estanda